# Agustín Casado
Agustín Casado, född 21 maj 1996, är en spansk handbollsspelare som spelar för Telekom Veszprém  och det spanska landslaget. Han är högerhänt och spelar som mittnia.